# Störtebeker (Schiff, 1969)
Die Störtebeker ist ein Fahrgastschiff der deutschen Reederei AG Ems.

## Geschichte
Die Störtebeker wurde 1969 auf der Husumer Schiffswerft gebaut und am 12. Juni 1969 an die Wyker Dampfschiffs-Reederei Föhr-Amrum abgeliefert.
1972 wurde sie auf der Husumer Schiffswerft von 26,75 m auf 30,50 m verlängert, wodurch sich ihr Fassungsvermögen von 140 auf 202 Fahrgäste erhöht hat. 1999 wurde das Schiff für Erlebnistouren im Nordfriesischen Wattenmeer ausgestattet.
2008 wurde die Störtebeker in Wyk auf Föhr aufgelegt und schließlich 2009 an die Rijf Shipping in den Niederlanden verkauft. Dort verkehrte sie unter dem alten Namen mit Heimathafen Terschelling. 2011 wurde sie an die Lauwersoog Water Events BV verkauft; sie wird von Lauwersoog aus für Ausflugsfahrten eingesetzt.
Ab 2019 wird die Störtebeker von der Insel Borkum aus für Ausflugsfahrten eingesetzt und ersetzt dort die Wappen von Borkum.